# Арсенія Велика
Арсенія Велика (справжнє ім'я Людмила Данилюк, народилася в селі Покровському під Кропивницьким) — українська письменниця. Член Національної спілки письменників України. 

## Біографія
Народилася у родині сільських інтелігентів. Закінчила Одеський університет імені Іллі Мечникова, за фахом біохімік.

Мешкає в Одесі.

## Творчість
Друкувалась у періодичній пресі: «Історико-літературний журнал», літературному альманасі «Дерибасовская — Ришельевская», журналах «Всемирные одесские новости», «Фаворит удачи» й інших. Пише українською і російською мовами.

«Жінка в лахмітті правди», це твір, де на яскравих прикладах розкривається духовна і біологічна суть жінки, її неврози, перепади настрою, залежність від багатьох факторів, які впливають на жіночу поведінку.
Є авторкою книжок:
- 2005 — «Стильна жінка»;
- 2008 — «Острова любви»;
- 2014 — «Срібний перетин»;
- 2016 — «Жінка в лахмітті правди»;
- 2019 — «Оксамитова тека, або Україна і буржуазний стиль»[1]

Має низку наукових праць із курортології та бальнеології.

## Відзнаки
Лауреат Міжнародної літературно-мистецької премії імені Пантелеймона Куліша (2016).